# Samson Baidoo
Samson Baidoo (* 31. März 2004 in Graz) ist ein österreichischer Fußballspieler.

## Karriere

### Verein
Baidoo begann seine Karriere beim Post SV Graz. Im April 2013 wechselte er zum Grazer AK. Im Februar 2018 wechselte er in die Akademie des FC Red Bull Salzburg, in der er fortan sämtliche Altersstufen durchlief. Nach dreieinhalb Jahren in der Akademie rückte er zur Saison 2021/22 in den Kader des Farmteams FC Liefering.
Sein Debüt für Liefering in der 2. Liga gab er im Juli 2021, als er am ersten Spieltag jener Saison gegen die Kapfenberger SV in der 85. Minute für Dijon Kameri eingewechselt wurde.
Im April 2022 unterschrieb er einen bis Juni 2027 laufenden Profivertrag in Salzburg. Zur Saison 2022/23 rückte er dann auch in den Bundesligakader der „Bullen“. In Salzburg kam er in Folge zu 50 Einsätzen in der Bundesliga, 2023 wurde er mit Red Bull Meister.
Nach sieben Jahren in Salzburg wechselte Baidoo zur Saison 2025/26 nach Frankreich zum RC Lens.

### Nationalmannschaft
Baidoo spielte im Februar 2019 erstmals für eine österreichische Jugendnationalauswahl. Im Oktober 2020 debütierte er gegen Slowenien für die U-17-Mannschaft. Im September 2021 debütierte er gegen Tschechien für die U-18-Auswahl. Im Spiel gegen Schweden bei einem Turnier erzielte er sein erstes Tor für die U-18-Nationalmannschaft.
Im September 2022 debütierte er gegen Litauen für die U-19-Auswahl. Im November 2022 gab er gegen die Türkei sein Debüt im U-21-Team.
Im Oktober 2023 wurde er erstmals für die A-Nationalmannschaft nominiert. Sein Debüt gab er im selben Monat, als er in der EM-Qualifikation gegen Belgien in der 66. Minute für Kevin Danso eingewechselt wurde.

## Erfolge
- Österreichischer Meister: 2023